# Vernon Subutex, 1
Pour les articles homonymes, voir Vernon Subutex (homonymie).
Ne doit pas être confondu avec Subutex.
Vernon Subutex, 1 est un roman de Virginie Despentes paru le 7 janvier 2015 aux éditions Grasset. C'est le premier tome d'une série de trois romans ; le deuxième tome est publié en juin 2015, le troisième tome en mai 2017.
Dans ce roman, le héros principal Vernon Subutex, un ancien disquaire parisien expulsé de chez lui à la suite de la faillite de sa boutique, contacte ses anciens amis au fur et à mesure pour trouver un hébergement de quelques nuits chez chacun d'entre eux.

## Écriture du roman
Vernon Subutex est le huitième roman de Virginie Despentes. L'auteure dit avoir eu l'idée d'écrire ce roman en « voyant des gens autour d'[elle] se retrouver dans des situations compliquées à la cinquantaine ». Elle s'attache à présenter « toutes les classes sociales » de la société française actuelle, qu'elle qualifie de « triste » et « dépressive ». 
Le nom du personnage principal, Subutex, fait référence au nom commercial de la buprénorphine, substance utilisée pour le traitement de la dépendance aux opiacés, comme l'héroïne. Le prénom de Vernon fait quant à lui référence à l'un des pseudonymes de l'écrivain Boris Vian : Vernon Sullivan.

## Résumé
Vernon Subutex est l'un des disquaires les plus célèbres de Paris des années 1980. À la suite de la crise du disque, il doit fermer son magasin. Dès lors, passif et mou, il vit durant un moment des aides sociales en évitant au maximum de sortir de chez lui, passant ses journées sur internet.
Un de ses amis, Alex Bleach, célèbre chanteur de rock, l'aide financièrement pour payer son loyer, jusqu'à ce qu'il décède brutalement. Avant de mourir, le chanteur confie à Vernon un enregistrement sonore créé sous l'influence de la drogue, ce qui vaut à Subutex d'être activement recherché par plusieurs personnages. Vernon, sans aucune source de revenus, se fait expulser de son appartement. Il décide de solliciter l'aide de ses anciens amis qu'il n'a pour la plupart pas vus depuis plusieurs années, prétextant n'être à Paris que « de passage » et avoir construit sa vie au Canada. 
Il est hébergé par des personnages radicalement différents, qui furent, pour la plupart, ses amis de jeunesse : du père de famille bien rangé à l'actrice pornographique, en passant par un homme brutal qui ne peut s'empêcher de battre sa femme, chacun des personnages l'héberge quelques jours. Vernon Subutex se retrouve à court de solutions, sans argent, sans moyens de communication et à la rue. Il vit aux côtés d'une sans-abri qui l'initie à la survie urbaine.

## Personnages
Plusieurs autres personnages secondaires apparaissent en filigrane dans le roman : par exemple des militants d'extrême droite, une jeune musulmane portant le voile, un trader cocaïnomane, une mannequin transgenre brésilienne ou encore un scénariste.

## Adaptation audiovisuelle
Un feuilleton télévisuel en neuf épisodes, produit par Canal+ et réalisé par Cathy Verney a été diffusé en avril 2019. Romain Duris y incarne le rôle de Vernon Subutex, le héros du roman.

## Adaptation théâtrale
Ce premier tome de la trilogie sera adapté sous le même titre au Théâtre de l'Odéon à Paris en juin 2022 par le metteur en scène allemand Thomas Ostermeier. Jouée en allemand et surtitrée en français, cette mise en scène de plus de quatre heures est co-produite par la Schaubühne de Berlin et le Théâtre National Croate de Zagreb. Le personnage principal du roman, Vernon Subutex, sera interprété par Joachim Meyerhoff (de). De plus, le roman est aussi adapté à Montréal, aussi en juin 2022, par la metteuse en scène Angela Konrad au théâtre de l'Usine C.

## Prix et distinctions
- Le Prix Anaïs-Nin 2015[5]
- Le prix Landerneau 2015[6]
- Le prix La Coupole 2015[7]

## Éditions
- Éditions Grasset, 2015,  (ISBN 978-2-246-71351-7)[8]
- Le Livre de poche, 2016,  (ISBN 978-2-253-08766-3), 432 p.